# Tarkek (księżyc)
Tarkek (Saturn LII) – księżyc Saturna, odkryty przez S. Shepparda, D. Jewitta, J. Kleynę i B. Marsdena z obserwacji przeprowadzonych pomiędzy 5 stycznia 2006 i 22 marca 2007 za pomocą Teleskopu Subaru na Hawajach. Jego odkrycie ogłoszono 13 kwietnia 2007.
Księżyc należy do grupy inuickiej zewnętrznych satelitów Saturna, nosi imię bóstwa lunarnego z mitologii eskimoskiej.